# Долар (град)
Вижте пояснителната страница за други значения на Долар.
Долар (на английски: Dollar; на шотландски келтски: Dolair) е малък град в Обединеното кралство Великобритания и Северна Ирландия, Шотландия, област Клакмананшър.

## География
Разположен е в долина между хълмовете Оукъл (Ochil Hills) на северозапад и река Девън (River Devon) на югоизток. Намира се на 3 мили източно от гр. Тиликутри (Tillicoultry).
Има население от 2877 души според преброяването от 2001 г. и 2860 жители по оценка от 2006 г.

## История
В миналото градът се е развил като индустриален център с рудници за добив на въглища, електростанции, текстилна промишленост, пивоварна. Разполагал е с гара на закритата Девънска железопътна линия покрай едноименната река.
Понастоящем е предимно спалня, като привлича нови жители от големите градове, ученици за безплатното, но престижно средно училище с пансион Доларска академия, както и посетители за активен краткотраен отдих (с възможности за планинарство и спортни съоръжения).

## Забележителности
Най-голямата забележителност безспорно е извисяващият се край града замък Кампбел (Castle Campbell) на херцога на Аргайл, датиран от 1430 г.
В центъра на градчето е разположено училището-пансион Доларска академия (Dollar Academy).
В града има 3 църкви: на Църквата на Шотландия, на Шотландската епископална църква и местната църква Ochil Hills Community Church.